# José Ortiz (basket-ball)
Pour les articles homonymes, voir José Ortiz.
José Rafael « Piculín » Ortiz Rijos, né le 25 octobre 1963 à Aibonito, à Porto Rico, est un ancien joueur portoricain de basket-ball, évoluant au poste de pivot.

## Carrière

### Palmarès
- Champion des Amériques 1995
- Finaliste du Championnat des Amériques de basket-ball 1988, 1993, 1997
- 3e du Championnat des Amériques de basket-ball 2003